# Újpesti TE
Der Újpesti Torna Egylet (deutsch Újpester Turnverein) ist ein Sportverein aus dem Budapester Stadtteil Újpest, der 1885 gegründet wurde. Bekannt ist der Verein vor allem für seine Fußball-, Eishockey- und Wasserballabteilungen. Weitere Sparten des Vereins sind: Volleyball, Kanusport, Leichtathletik, Ringen, Judo, Karate, Boxsport, Sportschießen, Triathlon, Schwimmen, Fechten und Moderner Fünfkampf.
Der 1885 gegründete Sportverein Újpesti TE ist der älteste heute noch existierende Verein Ungarns. Der Verein wurde vom Újpester Lehrer János Goll am 16. Juni 1885 unter dem Namen Újpesti Torna Egylet – gegründet. Újpest war zu der Zeit eine eigenständige Stadt an der Grenze zu Budapest, der Hauptstadt Ungarns. Der Turnverein wurde ursprünglich mit den Abteilungen Turnen und Fechten unter dem Motto „Gesundheit, Kraft und Eintracht“ (auf Ungarisch: Épség, Erö, Egyetértés) gegründet.

## Sektionen
- Fußball: Újpest Budapest
- Eishockey: Újpesti TE (Eishockey)
- Volleyball: Újpesti TE (Volleyball)
- Wasserball: Újpesti TE (Wasserball)

## Bekannte Sportler
- Endre Kabos
- Olivér Halassy
- János Németh
- István Barta
- Ildikó Ujlakiné-Rejtő
- Ágnes Keleti
- Gyula Zsivótzky
- Tamás Darnyi
- Károly Kárpáti
- Kálmán Sóvári
- Dezső Gyarmati
- Norbert Növényi
- Krisztián Berki
- István Péni